# فيكتور إس. ميلر
فيكتور إس. ميلر (بالإنجليزية: Victor S. Miller)‏ هو عالم تعمية ومهندس وعالم حاسوب ورياضياتي أمريكي، ولد في 3 مارس 1947 في بروكلين في الولايات المتحدة.